# New Village (Dennery)
New Village es una localidad de Santa Lucía, que forma parte del distrito de Dennery.

## Toponimia
La localidad también es conocida por el nombre de Riche Fond/New Village.